# Montbrison
Montbrison je naselje in občina v jugovzhodni francoski regiji Rona-Alpe, podprefektura departmaja Loire. Naselje je leta 2010 imelo 14.589 prebivalcev.
Občina je dala ime vrsti plavega sira Fourme de Montbrison.

## Geografija
Kraj leži v pokrajini Forez ob rečici Vizézy, 36 km severozahodno od Saint-Étienna.

## Uprava
Montbrison je sedež istoimenskega kantona, v katerega so poleg njegove vključene še občine Bard, Chalain-d'Uzore, Chalain-le-Comtal, Champdieu, Écotay-l'Olme, Essertines-en-Châtelneuf, Grézieux-le-Fromental, L'Hôpital-le-Grand, Lérigneux, Lézigneux, Magneux-Haute-Rive, Mornand-en-Forez, Précieux, Roche, Saint-Paul-d'Uzore, Saint-Thomas-la-Garde, Savigneux in Verrières-en-Forez s 30.231 prebivalci (v letu 2010).
Naselje je prav tako sedež okrožja, v katerem se nahajajo kantoni Boën-sur-Lignon, Chazelles-sur-Lyon, Feurs, Montbrison, Noirétable, Saint-Bonnet-le-Château, Saint-Galmier, Saint-Georges-en-Couzan, Saint-Jean-Soleymieux in Saint-Just-Saint-Rambert s 181.427 prebivalci.

## Zgodovina
Montbrison je bil utemeljen okoli gradov na ozemlju nekdanje province Forez, kasneje njeno glavno mesto. Najzgodnejši zapis imena sega v leto 870.
Kraj je dobil svojo utrdbo po napadih angleške vojske v začetku stoletne vojne. Med verskimi vojnami 1562 so ga zavzele in opustošile protestantske sile. 
Ženski vizitacijski samostan je bil ustanovljen leta 1643 v času hudega pomanjkanja hrane, sledili pa so številni napadi kuge v letih 1648-1653. Leta 1654 je bil odprt še uršulinski samostan, zaprt v letu 1851.

## Zanimivosti
- kolegialna cerkev Notre-Dame d'Espérance, zgrajena v letih od 1223 do 1466 v pretežno gotskem slogu, francoski zgodovinski spomenik od leta 1840,
- La Diana, srednjeveška zgradba iz začetka 14. stoletja; v njej ima svoje prostore istoimensko zgodovinsko arheološko društvo, ustanovljeno leta 1863, eno najstarejših akademskih društev v Franciji. V zgradbi se nahaja tudi pokrajinski arheološki muzej, ustanovljen leta 1881, z zbirkami iz paleolitika, neolitika, protozgodovine in srednjega veka,
- neogotska cerkev sv. Petra iz 19. stoletja.

## Pobratena mesta
- Sežana;